# Drosophila infuscata
Drosophila infuscata är en tvåvingeart som beskrevs av Grimshaw 1901. Drosophila infuscata ingår i släktet Drosophila och familjen daggflugor.
Artens utbredningsområde är Hawaii.